# Cypress Mountain

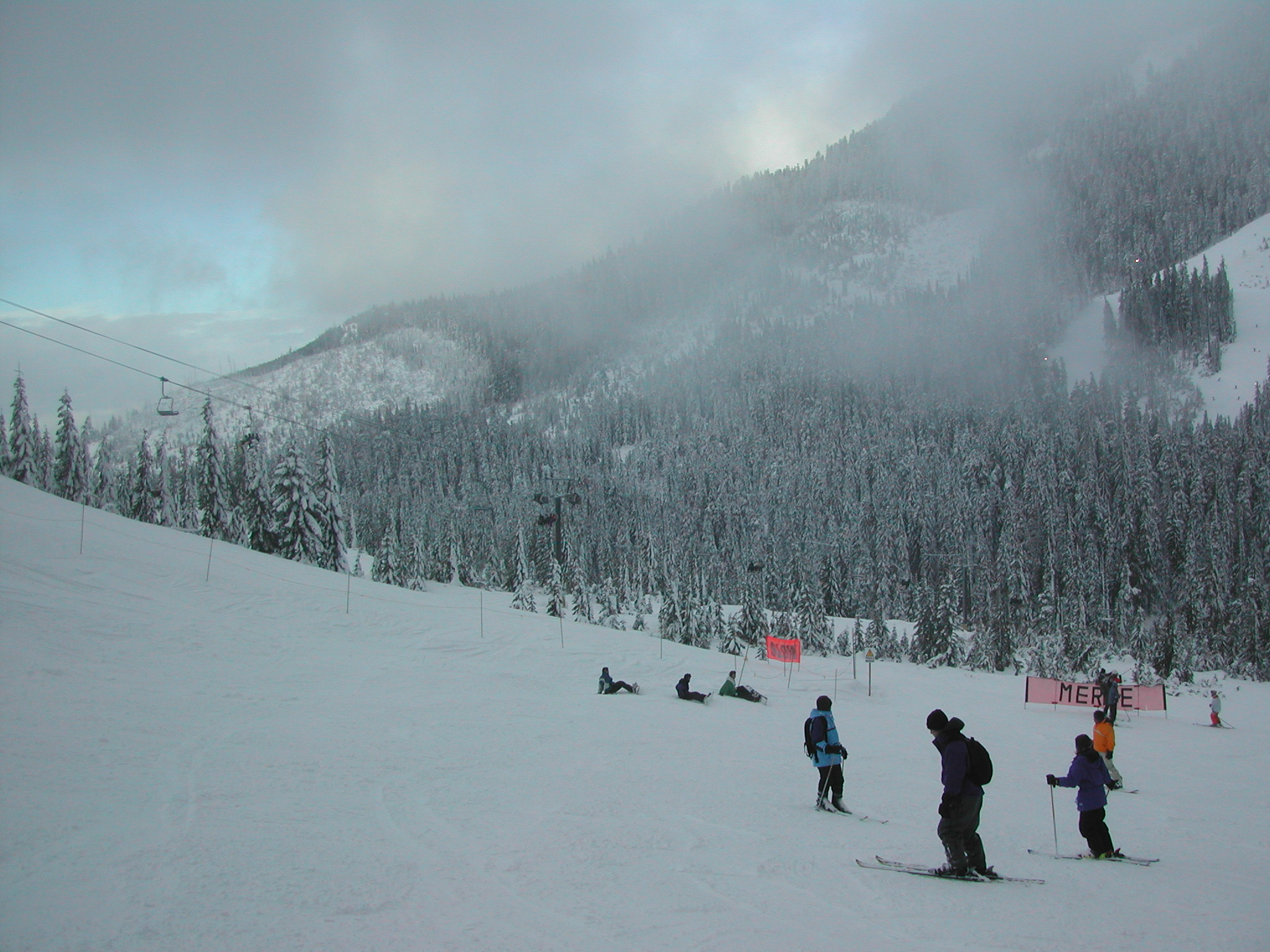
Piste in Cypress Mountain, 2002

Cypress Mountain ist ein Wintersportgebiet in der kanadischen Provinz British Columbia. Es liegt oberhalb der Stadt West Vancouver im Cypress Provincial Park in den North Shore Mountains, etwa dreißig Autominuten vom Stadtzentrum Vancouvers entfernt. Die Wintersaison dauert von Anfang Dezember bis Ende April. Wegen der küstennahen Lage mit zuweilen relativ warmen Seewinden ist das Gebiet jedoch nicht durchgehend völlig schneesicher.
Die Talstation liegt auf einer Höhe von 910 Metern. Die 38 Pisten und fünf Sesselbahnen befinden sich an den Hängen des 1454 Meter hohen Mount Strachan und des 1193 Meter hohen Black Mountain. Die längste Piste ist 4,1 Kilometer lang. Darüber hinaus gibt es Loipen mit einer Länge von 19 Kilometern. Im Sommer stehen zahlreiche Routen für Mountainbiker zur Verfügung.
Während der Olympischen Winterspiele 2010 war Cypress Mountain Austragungsort der Wettkämpfe im Freestyle-Skiing und Snowboarden.
Außerdem fanden in der Saison 2008/2009 hier Wettbewerbe des Freestyle-Skiing-Weltcup statt.